# Seigneur
Seigneur (franska av latin senior, "den äldre", förkortat sieur, "hög herre") kallades i Frankrike under feodaltiden varje feodal maktinnehavare i förhållande till sina underhavande (se länsväsen). 
Om en sådan var innehavare av den feodala domsrätten (la haute, la moyenne eller la basse justice), kallades han seigneur justicier. Seigneurens område med inbegrepp av alla därmed förbundna rättigheter benämndes seigneurie. Efter upphävandet av länsväsendet, 4 augusti 1789, finns icke längre någon seigneur i Frankrike. Ordet förekommer nu endast om Gud, i betydelsen "herren" ; som tilltalsord till regerande furstar eller i överflyttad bemärkelse. 
Notre seigneur, "vår herre", används om Kristus. Grand seigneur, "förnäm herre", används om person vars uppträdande i sällskapslivet förråder hög börd och stor förmögenhet. Le grand seigneur, "Storherrn", var en fransk benämning på den osmanske sultanen. Jämför Monseigneur, Signore, Sire och Sir.